# ピバルアルデヒド
ピバルアルデヒド（英語: pivaldehyde）は、アルデヒドの1つ。IUPAC名は2,2-ジメチルプロパナール。トリメチルアセトアルデヒドとも呼ばれる。立体的に嵩高いtert-ブチル基がアルデヒド基に結合したアルデヒドである。